# Wahlenbergia hispidula
Wahlenbergia hispidula là loài thực vật có hoa trong họ Hoa chuông. Loài này được A. DC. miêu tả khoa học đầu tiên.